# والن دورف
والن دورف (به آلمانی: Wallendorf) یک منطقهٔ مسکونی در آلمان است که در لایشته واقع شده‌است.